# ツァボライト
ツァボライト (英語: Tsavorite) またはグリーンガーネットは、ガーネットグループの灰礬柘榴石（グロッシュラー）の一変種である。化学式はCa2Al(SiO4)3。痕跡量のバナジウムとクロムにより緑色を呈する。
1967年、イギリスの宝石探鉱者・地質学者のキャンベル・R・ブリッジズがタンザニア北東部のマニャラ州シマンジロ地区の山地（Komolo村から15 km離れたLemshukoという場所）において緑色の灰礬柘榴石の鉱床を発見した。ブリッジズが見付けた標本は非常に強い色と高い透明性を持っていた。この発見は宝石業界の興味を引き、石を輸出しようという試みが成されたが、タンザニア政府が許可を与えなかった。
鉱床が隣国のケニアまで拡がっている可能性のあるより大きな地質構造の一部と考えていたブリッジズは、ケニアでの探鉱を開始した。1971年、ブリッジズはケニアで鉱床を発見することに成功し、鉱床を採掘する許可を得た。ツァボライトは当初鉱物の専門家にしか知られていなかったが、1974年にティファニー& Co. が販売キャンペーンを開始し、ツァボライトが広く知られるようになった。
ブリッジズは2009年にツァボ・イースト国立公園にある私有地で群集がブリッジズと息子を襲撃した際に殺害された。この襲撃はブリッジズの宝石鉱山の出入りと管理についての3年にわたる論争と関連していると考えられている。
「ツァボライト」という名称はティファニー& Co. 社長ヘンリー・プラットによって、ケニアのツァボ・イースト国立公園に因んで提案された。ケニアや最初に発見されたタンザニアのマニャラ州だけでなく、マダガスカルのトゥリアラ州でも見付かっている。宝石品質の素材を産出する小規模な鉱床がパキスタンや南極のドロンニング・モード・ランドでも見付かっている。その他の地域からは宝石素材はこれまで発見されていない。
数カラット（1カラット = 200 mg）を超える宝石品質の素材は一般に稀であるが、ツァボライトはより大きなサイズで発見されている。2006年末には925-カラット (185.0 g)の結晶が発見された。この原石からは325カラット（65 g）のオーバル・ミックスカットの石が得られた。これは切子面のあるツァボライトとしては世界最大級である。120.68-カラット (24.136 g)のオーバル・ミックスカット宝石が得られた結晶も2006年初めに見出された。
ツァボライトは新原生代の変成イベント中に形成される。このイベントで岩石の広範な褶曲や再褶曲が起こる。この結果、ほとんどのツァボライト結晶内部に幅広いインクルージョンが形成される。これらのインクルージョンはツァボライトを同定するための強い特徴である。